# Regine Hackethal
Regine Hackethal (* 27. Oktober 1961 in Kronach) ist eine deutsche Schauspielerin, Hörspiel- und Synchronsprecherin.
Hackethal machte ihre Schauspielausbildung bei Rolf Castell. Daneben war sie auch als Sprecherin im Hörfunk im Einsatz.

## Filmographie (Auswahl)
- 1970: Hauptbahnhof München
- 1971: Karl Valentins Lachparade
- 1981: Der lebende Leichnam
- 1982: Der Gast
- 1983: Der Glockenkrieg
- 1984: Die Wiesingers
- 1985: Der eiserne Weg
- 1988: Ein Unding der Liebe
- 1989: Schuldig
- 1991: Peter Steiners Theaterstadl: Der bayerische Schutzengel
- 1991: Ein Fall für zwei
- 1991: Löwengrube
- 1995: Frauenarzt Dr. Markus Merthin
- 1996: Und keiner weint mir nach
- 1996: Ein Bayer auf Rügen
- 1996: Und keiner weint mir nach
- 1995–1997: Zum Stanglwirt
- 1997: Der Alte
- 1995–1998: Alle meine Töchter
- 1998: Weißblaue Geschichten
- 1997–1999: T.V. Kaiser
- 1992, 1999: Lindenstraße
- 1987, 2001: Verkehrsgericht
- 2002: Aktenzeichen XY … ungelöst
- 2003: Der Verbrechen des Professor Capellari
- 2004: Tierarzt Dr. Engel
- 2003–2007: Forsthaus Falkenau
- 2012: Die Garmisch-Cops

## Hörspiele (Auswahl)
- 1970–1974: Ernestine Koch: Wumme (Wumme, gesprochen in den ersten 47 von 170 Folgen) – Regie: Jan Alverdes (1–18), Willy Purucker (19–27), Werner Simon (28–47) (Original-Hörspiel, Kinderhörspiel – BR)
- 1970: Ellis Kaut: Meister Eder und sein Pumuckl (76. Folge: Der große Krach) – Regie: Jan Alverdes (Originalhörspiel, Kinderhörspiel – BR)
- 1973: Ellis Kaut: Meister Eder und sein Pumuckl (88. Folge: Pumuckl paßt auf) – Regie: Willy Purucker (Originalhörspiel, Kinderhörspiel – BR)
- 1977: Bernhard Pfletschinger: Jugend und Beruf: Sperre Eins (Ilse, Achims Freundin) – Regie: Ulrich Gerhardt (Originalhörspiel – HR/WDR)
- 1977: Karl Heinz Gies: Tick im Glück (Lucy) – Redaktion und Regie: Werner Simon (Originalhörspiel, Kinderhörspiel – BR)
- 1981: Willy Purucker: Die Grandauers und ihre Zeit (7. Folge: Abgründe) (Lisbeth) – Regie: Willy Purucker (Originalhörspiel, Mundarthörspiel – BR)
- 1981: Herbert W. Franke: Keine Spur von Leben ... (Computerstimme) – Regie: Heiner Schmidt (Originalhörspiel, Science-Fiction-Hörspiel – BR)
- 1983: Theodor Fontane: Unwiederbringlich (2. Teil) (Karin, Kammermädchen) – Bearbeitung und Regie: Gert Westphal (Hörspielbearbeitung – BR/NDR)
- 1984: Martha Meuffels: Familie Loibl (38. Folge: Diesmal muß es Liebe sein) (Sekratärin am Standesamt) – Redaktion und Regie: Michael Peter (Originalhörspiel – BR)
- 1987: Susanne Nawrath: Die Schützenliesl. Über das Leben einer stadtbekannten Schönheit

(Bedienung) – Regie: Gustl Weishappel (Hörspiel – BR)
- 1989: Tom Blaffert: Kriminalfälle zum Mitraten: Wer ist der Täter? (Folge: Schnüffeleien) (Rot) – Bearbeitung, Redaktion und Regie: Erwin Weigel (Originalhörspiel, Kurzhörspiel, Kriminalhörspiel, Rätselsendung – BR)

Quelle: ARD-Hörspieldatenbank